# Ocinara ficicola
Ocinara ficicola är en fjärilsart som beskrevs av Ormerod 1889. Ocinara ficicola ingår i släktet Ocinara och familjen silkesspinnare. Inga underarter finns listade i Catalogue of Life.